# دانشگاه ایندیانا بلومینگتون
دانشگاه ایندیانا بلومینگتون (به انگلیسی: Indiana University Bloomington) یک دانشگاه تحقیقاتی دولتی در شهر بلومینگتون واقع در ایالت ایندیانا آمریکا است که در سال ۱۸۲۰ میلادی بنیان‌نهاده شده و به‌عنوان دانشگاه پرچمدار نظام دانشگاهی ایندیانا به‌شمار می‌رود. همچنین این دانشگاه یکی از اعضای لیگ آیوی عمومی است که کیفیتی قابل مقایسه با دانشگاه‌های آیوی لیگ ارائه می‌دهد.